# Pop psichedelico
Il pop psichedelico (o acid pop) è stata una tendenza della musica pop particolarmente influenzata dal rock psichedelico. Il genere sviluppatosi nella seconda metà degli anni sessanta era spesso caratterizzato da una particolare sperimentazione sonora che includeva la presenza di chitarre fuzz, strumenti insoliti per la musica pop come sitar, theremin e zither, effetti sonori come l'echo, il riverbero, il flanger e la ripresa di melodie ispirate a quelle dei Beach Boys per creare canzoni pop dalla struttura standard. Anche i testi solitamente risentivano l'influsso surreale della cultura psichedelica. Lo stile si esaurì con l'inizio degli anni settanta.
Il genere che meglio incarnò questa tendenza fu il Sunshine pop anche detto soft pop.

## Caratteristiche
Il pop psichedelico era a metà strade tra la sperimentazione pura di alcuni progetti di rock psichedelico e la musica pop standard senza essere né troppo eccentrica né troppo commerciale nello stile della musica bubblegum appropriandosi di elementi ed effetti riprese dalla musica psichedelica applicandoli innovativamente alla musica pop.

## Opere significative di pop psichedelico (1966–1969)
1966
- Pet Sounds dei Beach Boys – L'album è stato scritto interamente dal leader Brian Wilson ed è ritenuto il prodotto indiretto delle sue sperimentazioni con sostanze psichedeliche. Il giornalista musicale Mike McPadden definì l'album come la scintilla inizia di una rivoluzione psichedelica nella musica pop aggiungendo che, sebbene esistesse già prima di Pet Sounds il rock psichedelico, principalmente tra band garage rock come i 13th Floor Elevators, Pet Sounds ispirò la musica mainstream come il pop a prendere parte alla cultura psichedelica[2].
- Revolver dei Beatles – Secondo il sito AllMusic, il disco consacrò definitivamente l'emersione della psichedelia dall'underground al pubblico di massa presentandola sotto forma di pop dagli elementi psichedelici[1]. Il critico Ian MacDonald scrisse che l'album "Ha iniziato una seconda rivoluzione nella musica pop – che galvanizzerà i loro rivali e ispirerà nuovi artisti"[3].
- "Good Vibrations" dei Beach Boys – Definito dal giornalista Barney Hoskyns come "il disco psichedelic pop definitivo" della Los Angeles dell'epoca. Popmatters aggiunse: "La sua influenza sul rock psichedelico e sul progressive rock è innegabile... Ha cambiato il modo di fare la musica pop, il suo suono e i suoi testi"[4].

1967
- "Penny Lane" e "Strawberry Fields Forever" dei Beatles – Il singolo in questione è stato definito da AllMusic come il prototipo del pop psichedelico[5].
- Evolution degli Hollies è stato definito come l'album di transizione dal loro tradizionale suono pop rock a quello che la Oxford Encyclopedia of Popular Music ha descritto come "la piena gloria psichedelica di Butterfly."[6]
- "Arnold Layne" e "See Emily Play" dei Pink Floyd – Due singoli scritti da Syd Barrett che aprirono la strada della psichedelia nel pop in Gran Bretagna[7].

1968
- Odessey and Oracle degli Zombies – Il critico Bruce Eder ha definito l'album sul sito AllMusic come uno dei più potenti esempi di pop/rock psichedelico dall'Inghilterra[8]. Secondo Joshua Packard, giornalista del Record's Bin, l'album rappresenterebbe non solo uno "spettacolo pop psichedelico" ma confermerebbe la sua reputazione di uno dei migliori album pop degli anni '60.

## Declino e revival
Con la fine degli anni Sessanta il rock e il folk psichedelico divennero impopolari. Molti artisti pop di musica psichedelica si spostarono verso territori più tradizionali o verso la sperimentazione del rock progressivo. Influenze psichedeliche nella musica rock sono ancora rilevabili fino ai primissimi anni Settanta.
Il pop psichedelico divenne una componente essenziale con la sua riscoperta da parte dello stile della neo-psichedelia. Seppur artisti mainstream successivi hanno mostrato occasionali influenze psichedeliche principalmente l'interesse e l'influenza per il pop psichedelico è dominio di band di rock alternativo, indie o più in generale underground.